# Serrières (Neuchâtel)
Pour les articles homonymes, voir Serrières.
 (février 2013).
Serrières est un quartier de la ville de Neuchâtel. Il est situé à l'ouest de cette ville, de part et d'autre du vallon dans lequel coule la rivière Serrière. Le débit régulier de ce petit cours d'eau a favorisé le développement de l'industrie dès les temps les plus anciens. La présence de papeteries durant près de cinq siècles et de la chocolaterie Suchard depuis 1826 ont contribué à son renom.
La première mention de la ville de Serrières apparaît en 1180 de par L'église Saint-Jean, actuellement Temple de Serrières.
La dénomination du cours d'eau la Serrières pourrait venir du terme latin serra «scie» avec le suffixe collectif -aria «relatif aux scieries», il est probable que le cours d'eau fut longtemps utilisé pour scier du bois dès l'époque romaine. Cependant la nomination du cours d'eau est relativement récente et aurait pu avoir une autre dénomination au temps préhistorique.

## Histoire
Depuis l'Antiquité, Serrières, avec sa rivière du même nom, a été un foyer d'habitat urbain. Des découvertes archéologiques variées attestent de cette histoire riche : une villa romaine datant du IIIe siècle, située près du lac à l'angle des rues Martenet et Erhard-Borel, ainsi que diverses pièces de monnaie près de Beauregard et une importante nécropole du Haut Moyen Âge, mise au jour entre 1835 et 1858 dans la zone des Battieux.
Dès 1178, le Pape Alexandre III confirmait par écrit à l'église de Saint-Imier différentes possessions à Serrières, incluant l'église et un tiers des dîmes. Au VIIe siècle, un mausolée privé mérovingien a été érigé, dont quelques tombes subsistent dans l'actuelle temple de Serrières. Pendant la même période, ce mausolée a été transformé en église avec l'ajout d'un chœur carré à l'est. Cette église mérovingienne fait  de l'église de Serrières le plus ancien lieu de culte chrétien encore en activité dans la ville. Après avoir été agrandie au IXe siècle, l'église a été entièrement reconstruite au XIIe siècle dans un style roman.
Bien que liée depuis longtemps à Neuchâtel, Serrières n'a jamais constitué une commune distincte. Initialement connue pour son artisanat, elle s'est ensuite développée dans l'industrie : les moulins, mentionnés dès 1228, ont été rejoints par des scieries, puis, dès le XVIe siècle, par un certain nombre de concessions hydrauliques, en particulier pour l'exploitation de la rivière locale dans la papeterie fondée en 1477, et plus tard dans la production du célèbre chocolat par Philippe Suchard à partir de 1826.
En 1563, le dernier curé, Emer Beynon, devint le premier pasteur de la paroisse après la visite de Guillaume Farel. Une petite rue qui passe sous la cour du temple porte son nom. Pierre de Vingle imprima une des premières bibles en français sur du papier produit à Serrières. Une rue porte son nom dans les « nouveaux quartiers ».
De l'est vers l'ouest, Serrières commence à l'arrêt "Port Roulant" de la ligne de trolleybus 102 et se termine le long du Clos-de-Serrières.
Le quartier est bien desservi par les transports publics. Les Transports publics neuchâtelois exploite la ligne de trolleybus 102 Serrières – Place Pury – Temple des Valangines et la ligne ferroviaire 215 Littorail (anciennement un tramway) Place Pury ↔ Boudry, qui dessert la halte de Champ-Bougin et la gare de Port-de-Serrières. La gare CFF de Neuchâtel-Serrières est sur la ligne Lausanne - Bienne et la ligne Auvernier - Verrières. La gare CFF des Deurres est desservie par la ligne Neuchâtel – La Chaux-de-Fonds – Le Locle-Col-des-Roches.

## Patrimoine bâti

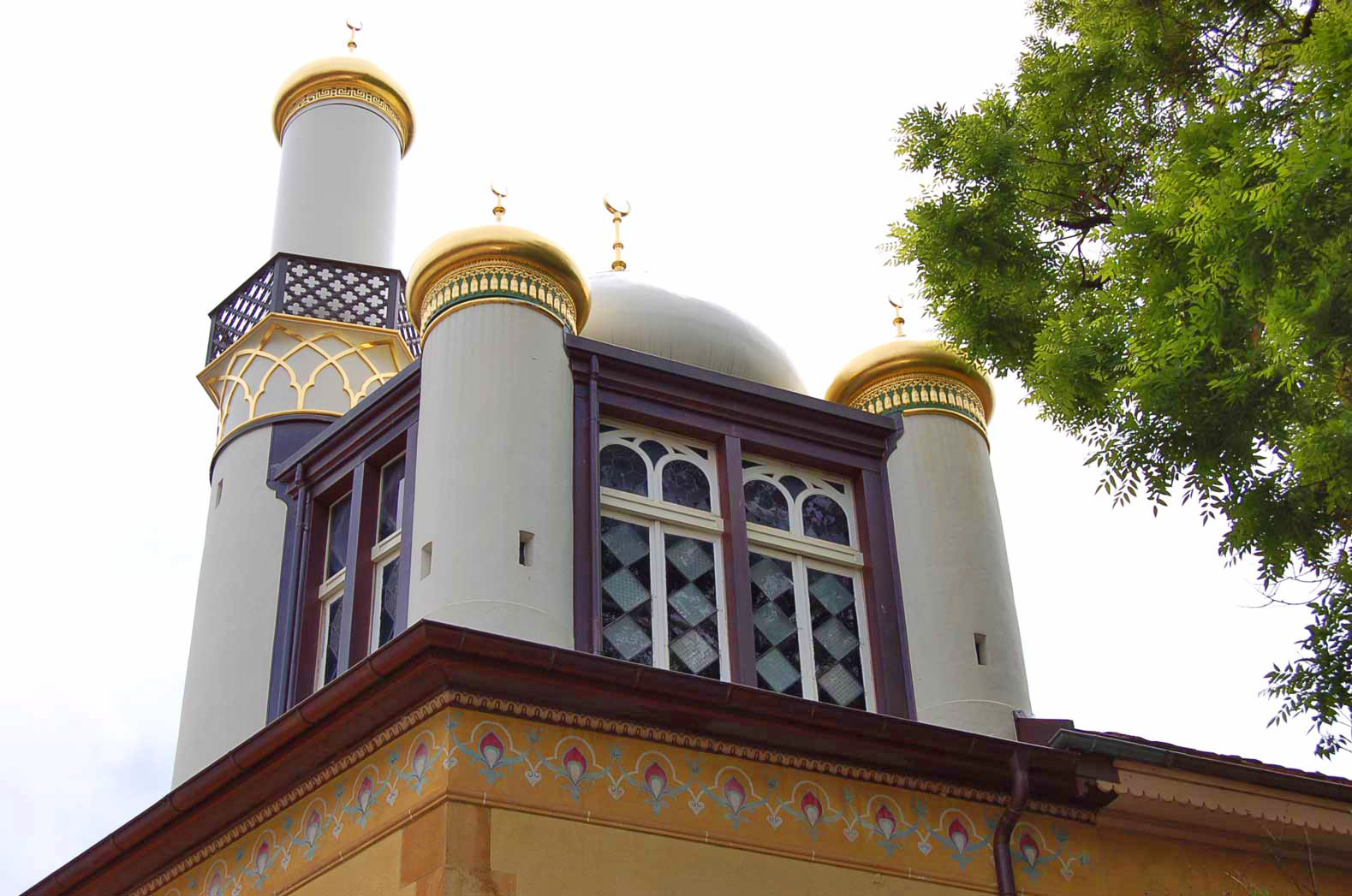
Le minaret de Philippe Suchard à Serrières.

Le temple, ancienne église Saint-Jean citée dès 1178, est en fait fondé sur un mausolée du VIIe siècle adossé à des murs gallo-romains, puis transformé en église aux VIIe et VIIIe siècles, reconstruite aux XIe et XIIe siècles, puis à nouveau très fortement transformée en 1666 par l'architecte Jonas Favre, qui lui a donné son aspect actuel. La famille Russ-Suchard a offert des vitraux peints en 1891 et un autre de Clement Heaton en 1903.
Serrières s'est développée avec l'arrivée de l'industrie, en particulier grâce au chocolatier Suchard, en 1826. Philippe Suchard a acquis son savoir-faire de confiseur à Berne et a ouvert sa première boutique à Neuchâtel en 1822. Comme d'autres avant lui, il a été séduit par la puissance hydraulique de la Serrière, qu'il a jugée idéale pour établir sa chocolaterie. Il a racheté plusieurs usines métallurgiques abandonnées et a inauguré sa première fabrique en 1826. Cette usine était située au fond de la gorge, environ trente mètres en dessous du pont ferroviaire, où une gare a été aménagée en 1890. Pour faciliter le transport de ses marchandises jusqu'à la gare, il a fait construire en 1892 un funiculaire ainsi qu'un réseau de rails à voie étroite reliant les différentes usines. Ce système ingénieux lui a permis de hisser ses produits jusqu'à la gare. Le monte-charge a été démoli en 1954, mais le silo à sucre érigé à cet endroit en 1967 est toujours debout. Après le départ de Suchard, cet emplacement a été utilisé comme restaurant japonais, studio de cinéma et logement.
Philippe Suchard, au retour d'un voyage au Proche-Orient en 1868, fit construire une maison inattendue à la rue Guillaume Farel : le Minaret de Philippe Suchard. Il y adjoignit une immense parc (l'actuelle rue de la Coquemène le traverse de part en part) dans lequel il y avait un squelette de baleine et une volière énorme. À titre indicatif, la salle à manger des oiseaux était une salle de 20 m de long sur 10 de large (actuelle salle paroissiale). Ce dernier fit aussi des rajouts sur la fontaine des usines en 1873, en y ajoutant un encadrement s'inspirant de l'Alhambra de Grenade à l'oriental.
La Fabrique rouge a été construite en 1906 et est toujours présente dans le vallon de Serrières. Cette dernière a été construite à l'époque en ciment armé, ce qui permettait de faire face à d'éventuels incendies. La fabrique rouge arbore sur son toit l'inscription "Cacao Suchard", évoquant ainsi le passé que lui a légué Philippe Suchard. Aujourd'hui, cet édifice abrite des lofts, un atelier protégé et des artisans.
Deux ponts traversent la rivière de Serrières. Le plus ancien, destiné à la circulation routière, a été érigé pendant l'époque napoléonienne. Il est nommé d'après le maréchal Alexandre Berthier, qui fut désigné prince de Neuchâtel par l'empereur entre 1805 et 1814. Mesurant 60 mètres de long, il surplombe le fond du vallon d'environ vingt mètres. Le second pont est un viaduc ferroviaire construit en 1858. L'empire Suchard s'étendait entre ces deux structures ainsi qu'en contrebas du pont Berthier.

## Vie communautaire
Jusqu'en 1975, une impression de village se dégageait du quartier, car la communauté était soudée et se connaissait. Il y avait une école, une église, des bistrots et magasins, et du travail (papeteries, Suchard et la fabrique de tabac Brunette). On allait à la ville (Neuchâtel, 2,5 km) pour le marché du samedi et faire quelques courses spéciales. Le "village" s'est développé au début des années 1950, avec la création de la rue de la Coquemène, puis de Pain-Blanc et tout le quartier autour. C'était encore un "village" avec une population plutôt ouvrière forte de beaucoup de sociétés : chorale, gym, fanfare, etc. Il existait également l'association des sociétés locales de Serrières (ASLS) qui créa le Journal de Serrières avec une rubrique très lue de potins qui s'appelait « des hauteurs du Minaret » et était signée par « les muezzins ». Ce journal local tirait à 3 600 exemplaires, vécu quelque 35 ans, porté à bout de bras les dernières années, par le dernier rédacteur en chef : Jean-Rodolphe Laederach, pasteur. Il rédigeait, contrôlait l'impression, distribuait de boîte en boîte, trouvait les annonceurs tout seul. L'ASLS a jumelé le quartier de Serrières avec la commune française de Serrières (Ardèche). De nombreux échanges ont eu lieu, avec des joutes en bateaux sur le lac.
À l'époque, au bord du lac se trouvaient les bains mixtes, suivis de l'arrêt du tramway avec son buffet, puis des abattoirs qui ont remplacé une ferme où étaient élevés du bétail. Les actuelles abattoirs du village de Serrières ont été amputés en 2011 d'une partie afin de permettre l'élargissement de la chaussée, les abattoirs de Serrières étant voués à disparaître au profit d'habitations. À l'époque, on trouvait le restaurant gastronomique le Dauphin, la scierie, ainsi que les épiceries Dubois et Richard. Le petit port de plaisance est resté presque inchangé et était autrefois le lieu d'activité de pêche professionnelle, avec trois générations de Vallelian qui s'y sont succédé. La fabrique de tabac, qui a remplacé les moulins Bossy, démarrait après le port et est toujours présent sous l'égide de Philip Morris International. Ensuite, vient, anciennement, le chantier naval Staempfli, le terrain de football et la décharge de Neuchâtel, directement au bord du lac en plein air. De village, Serrières est peu à peu devenu un quartier de Neuchâtel, avec le départ des papeteries et de Suchard qui ont amplifié ces changements.

## Galerie de photos

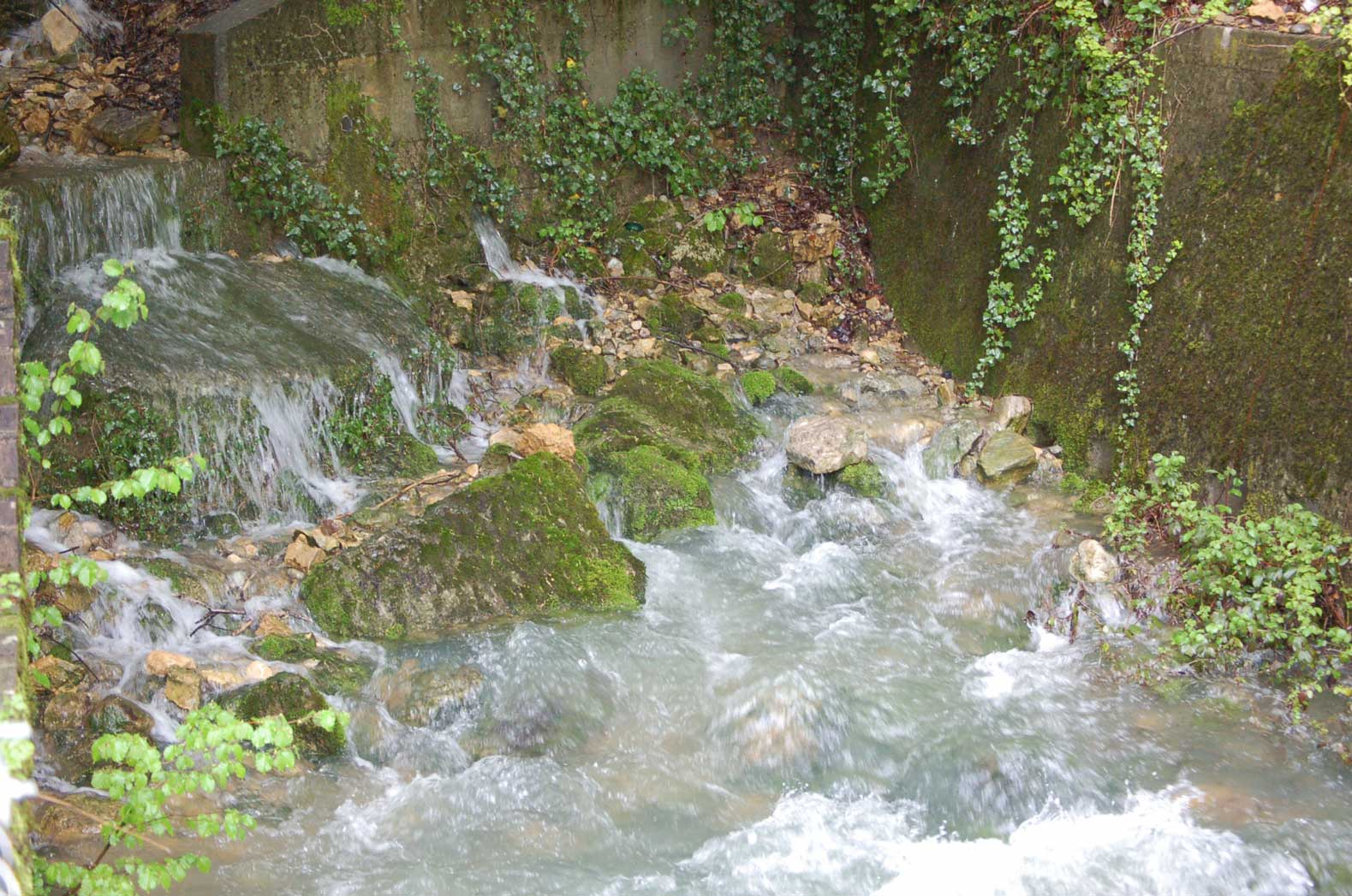
La source de la rivière La Serrière.
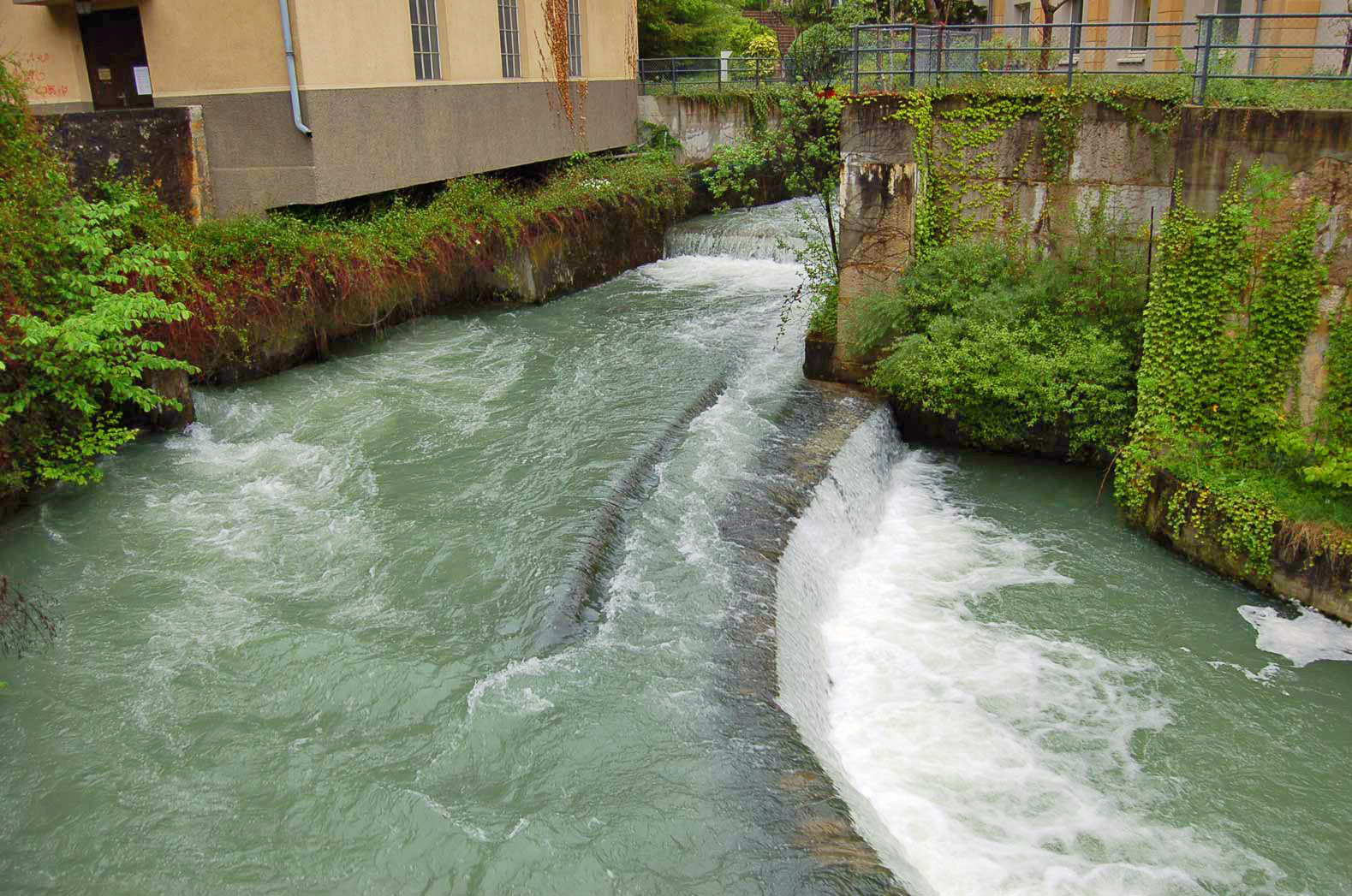
La rivière La Serrière.
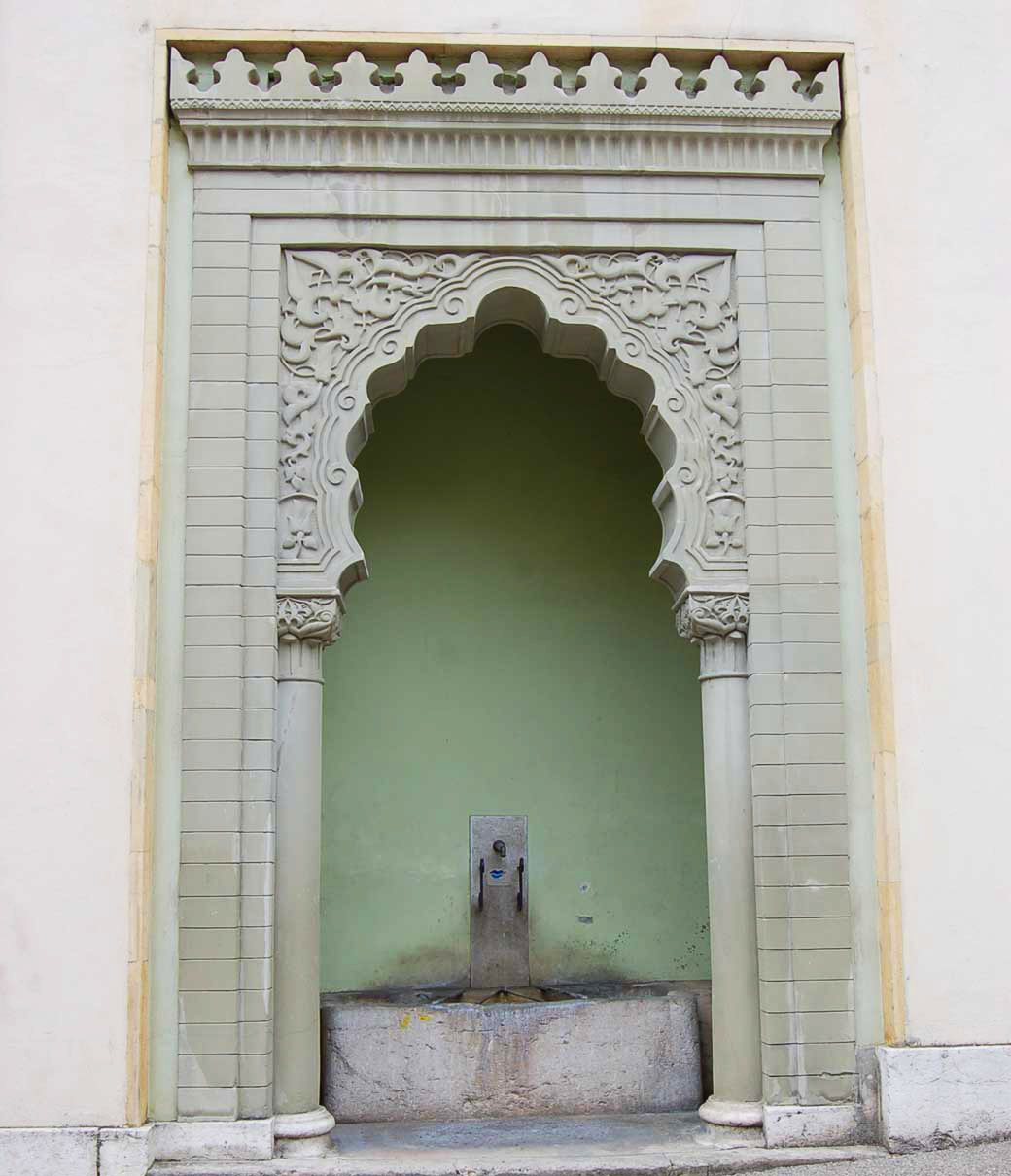
La fontaine arabe de la rue des Usines.
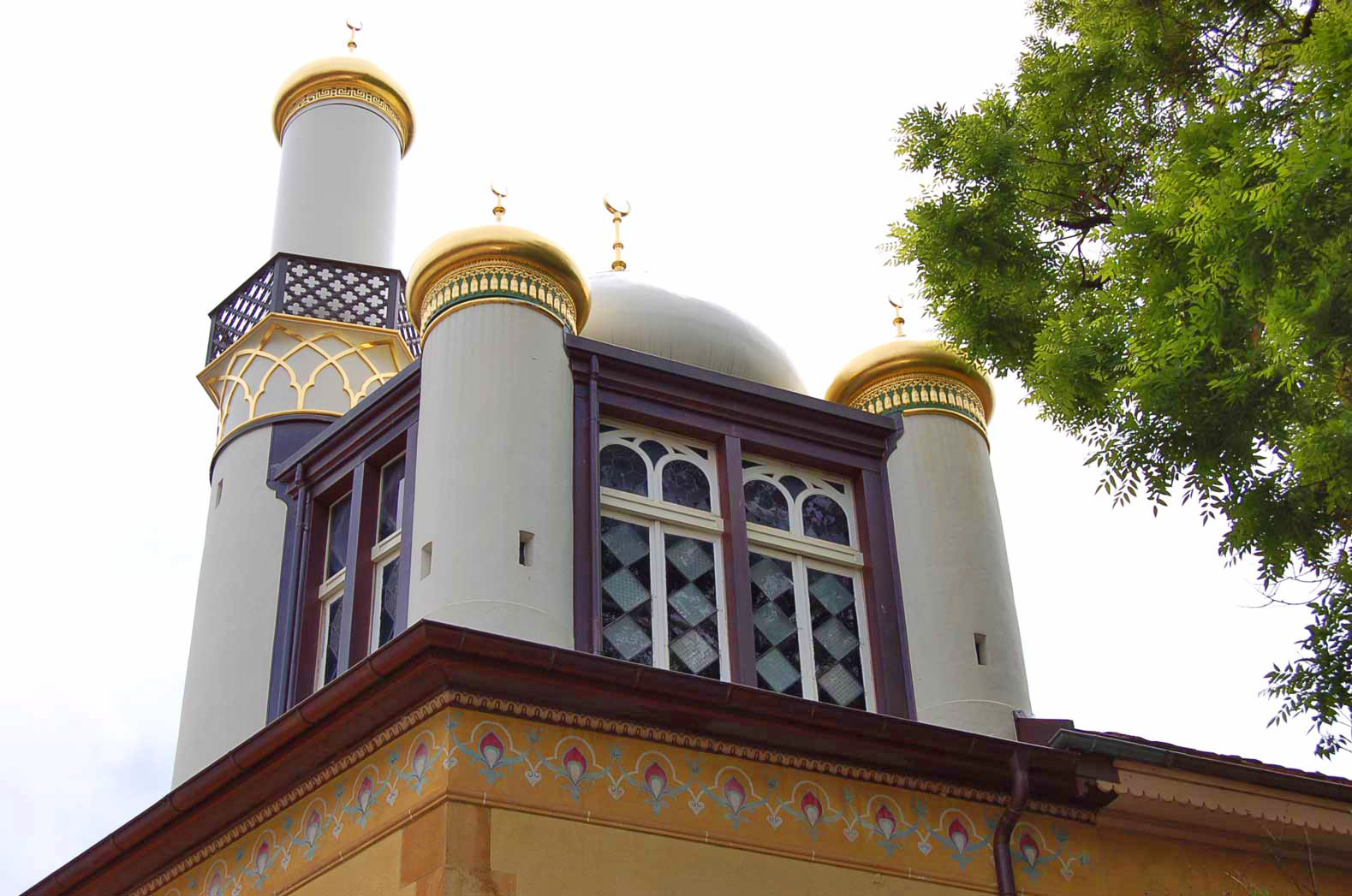
Minaret, rue Guillaume-Farel.
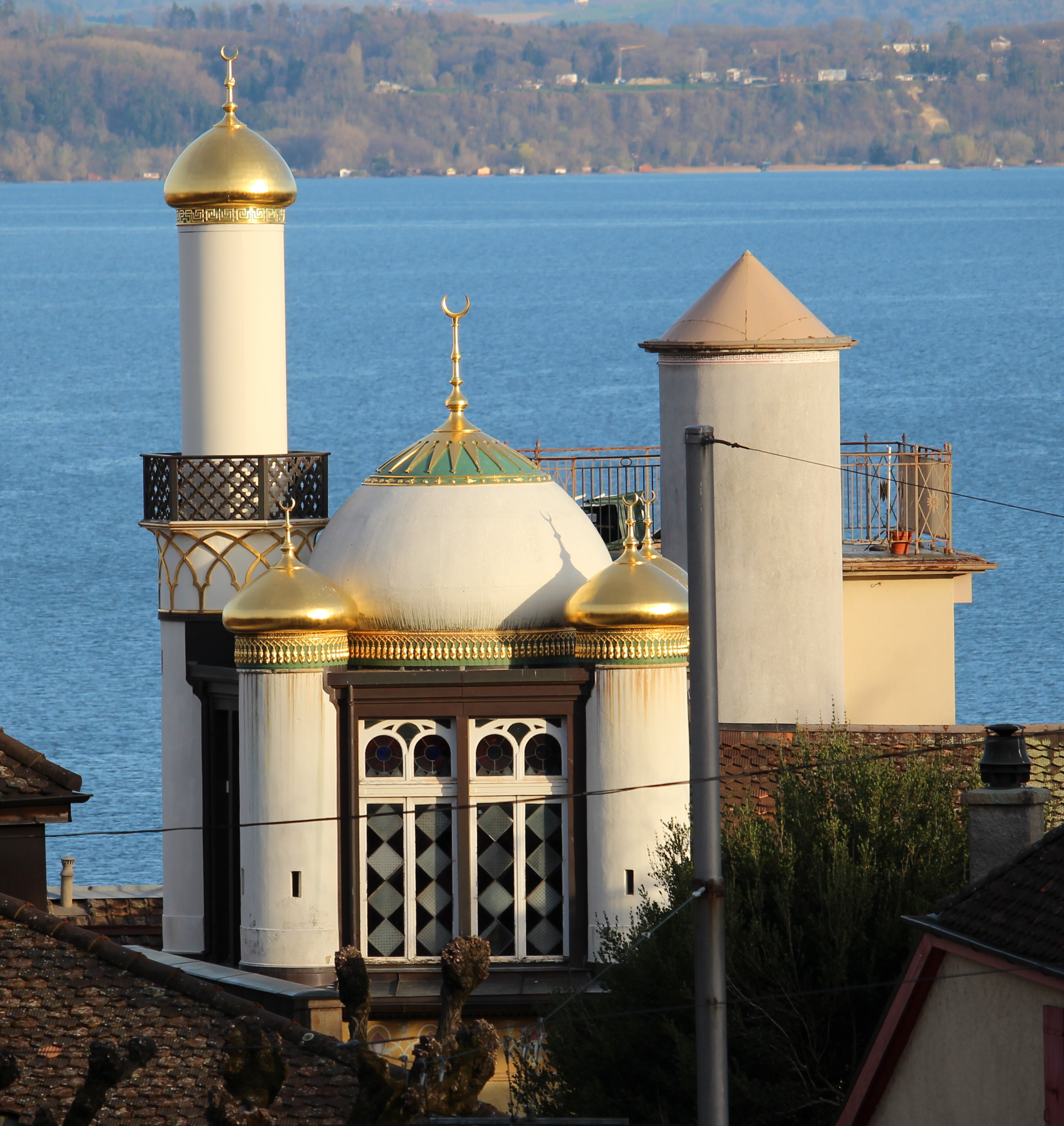
Minaret de Philippe Suchard à Serrières photographié depuis le nord (rue Battieux, avant le pont).
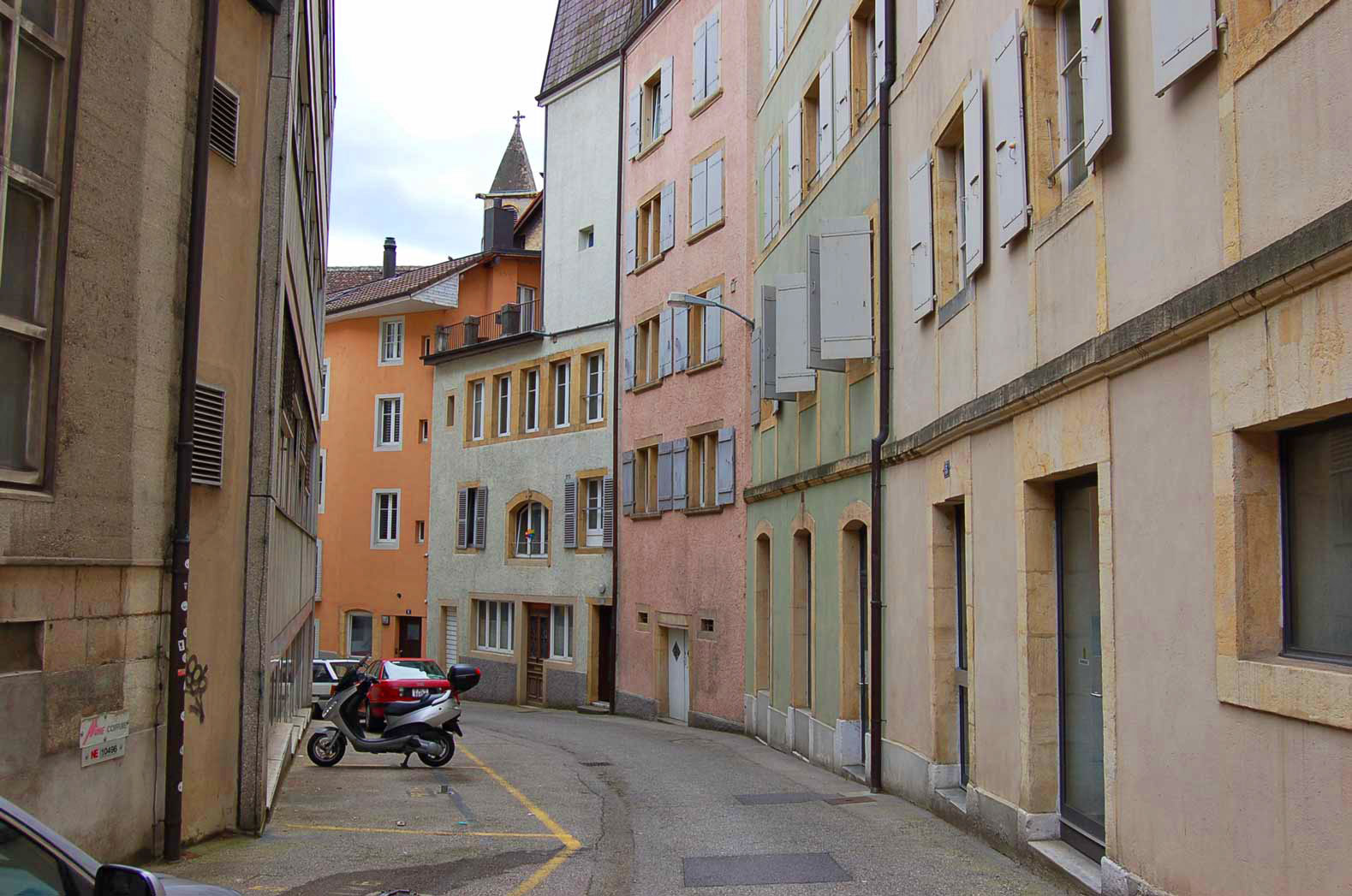
La rue des Usines.
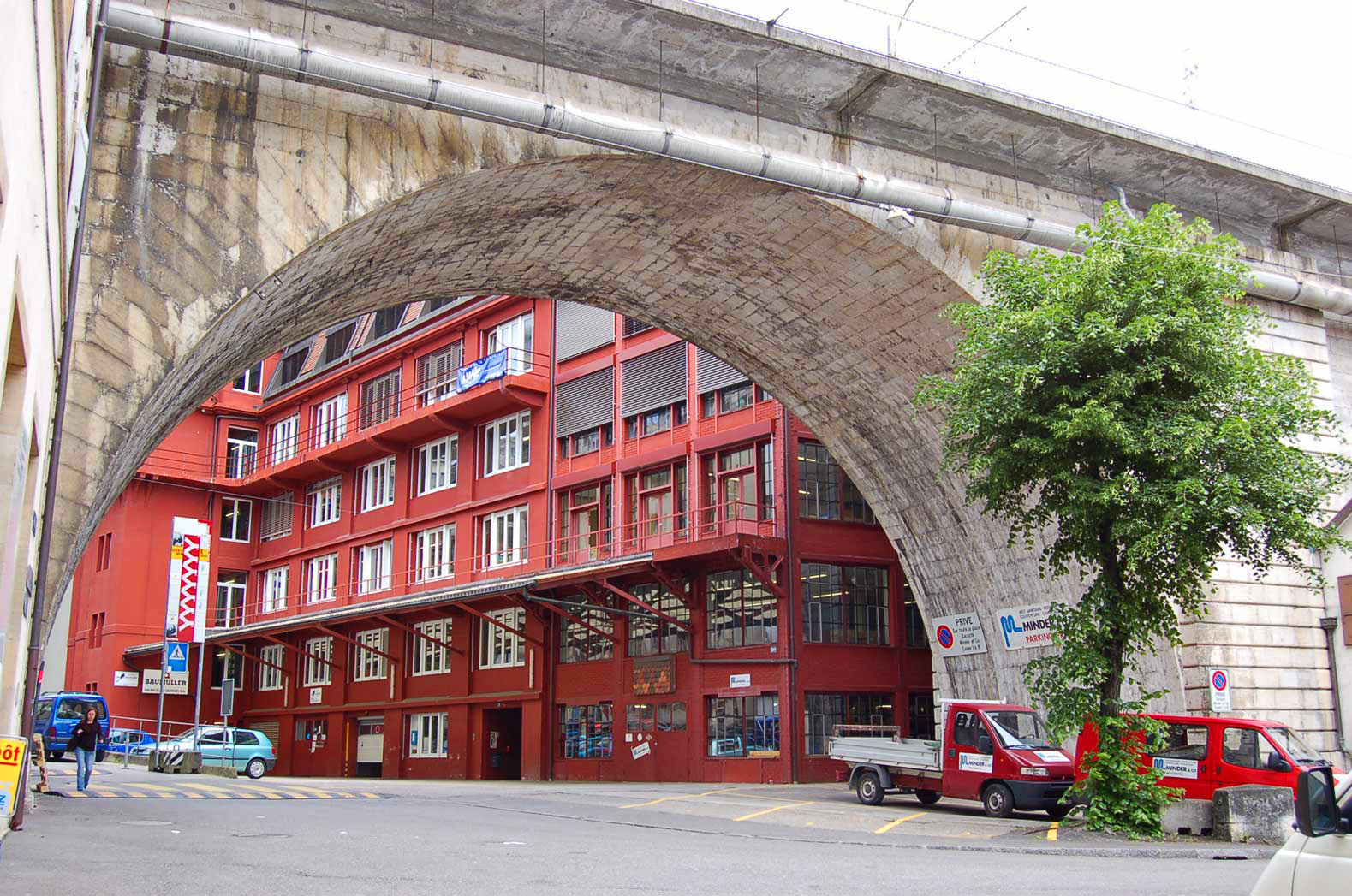
Le Pont Berthier et la « fabrique rouge ».
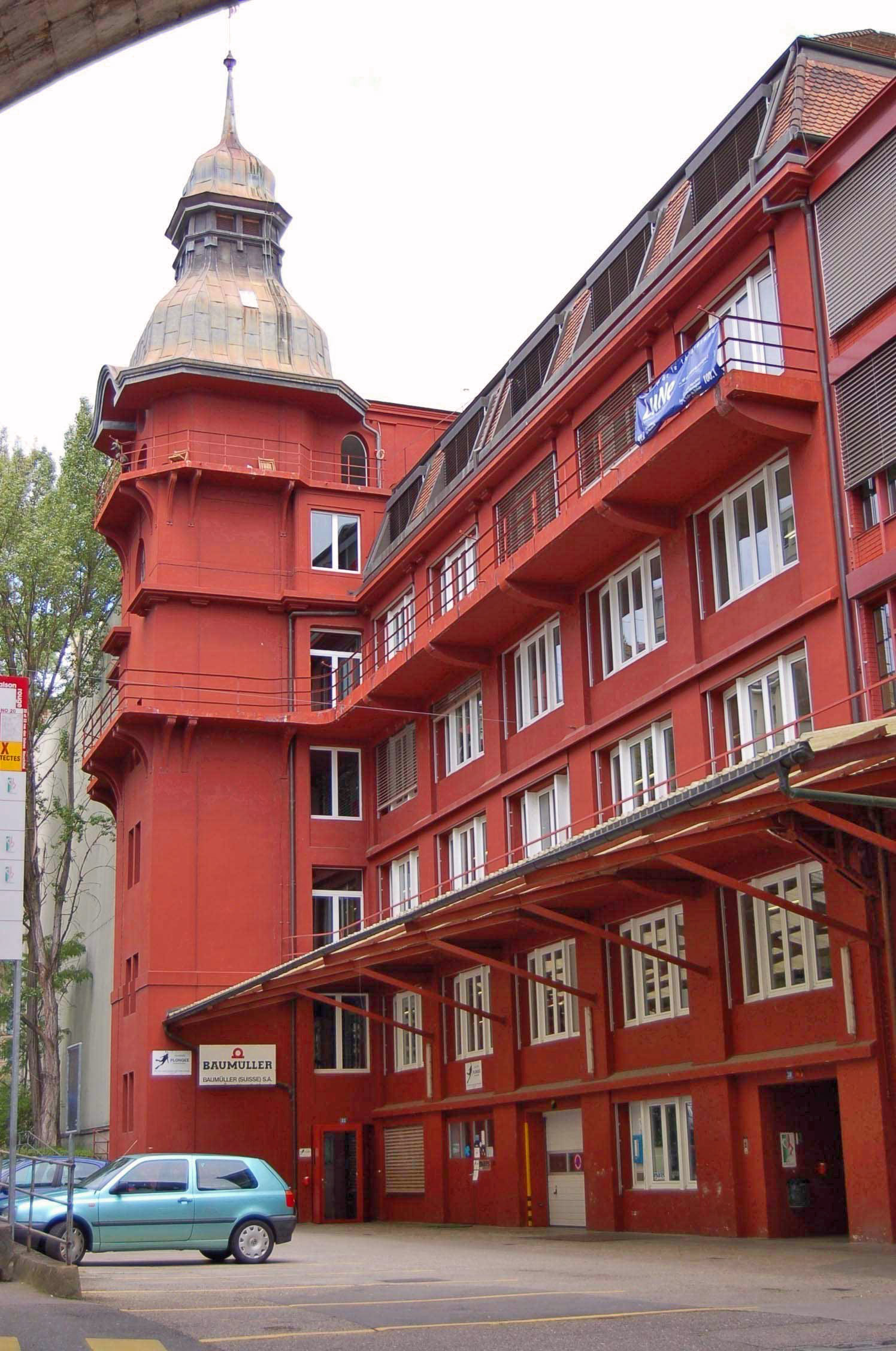
La fabrique rouge.
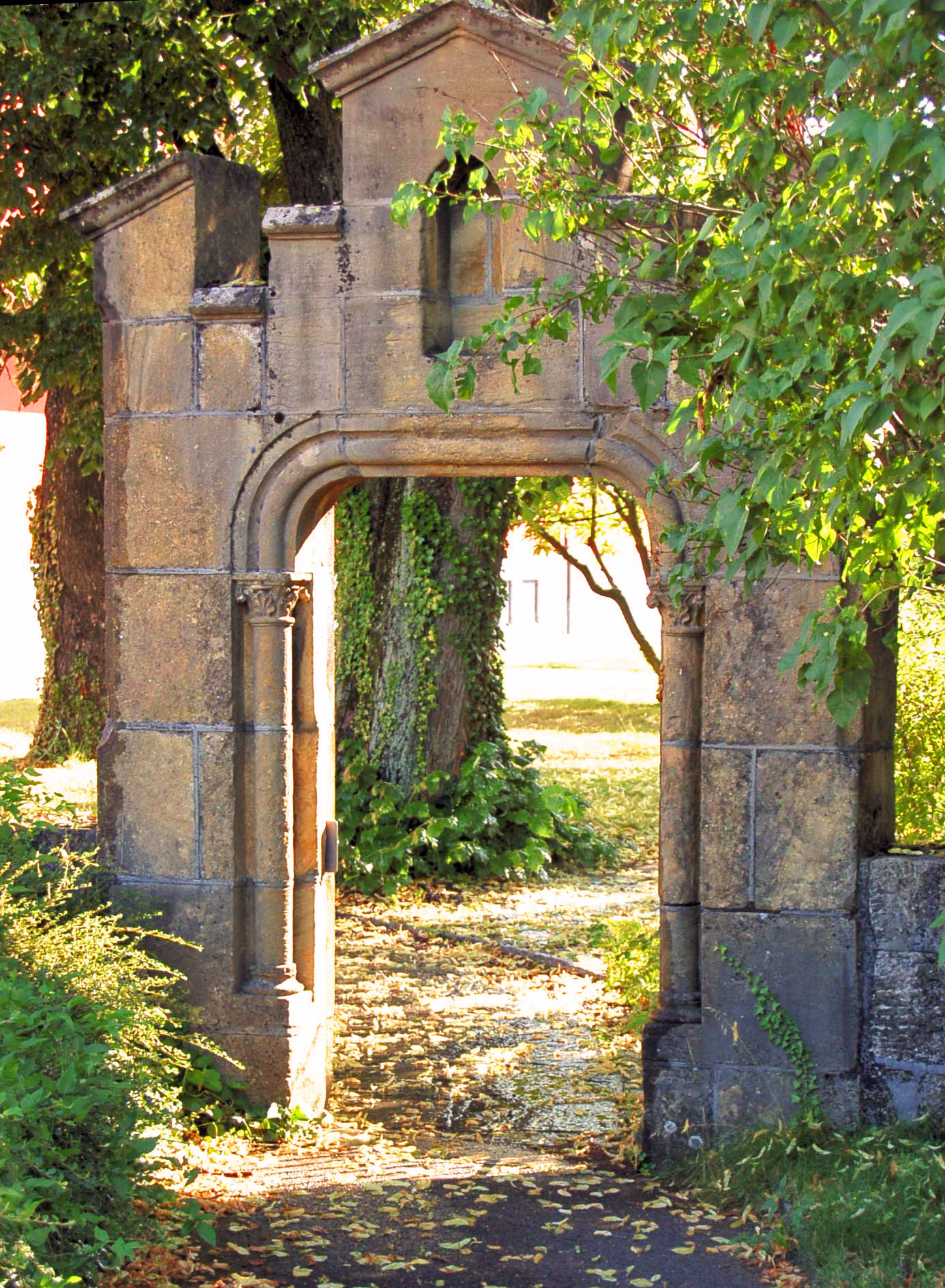
Le portail d'entrée du Jardin de la rue Tivoli.
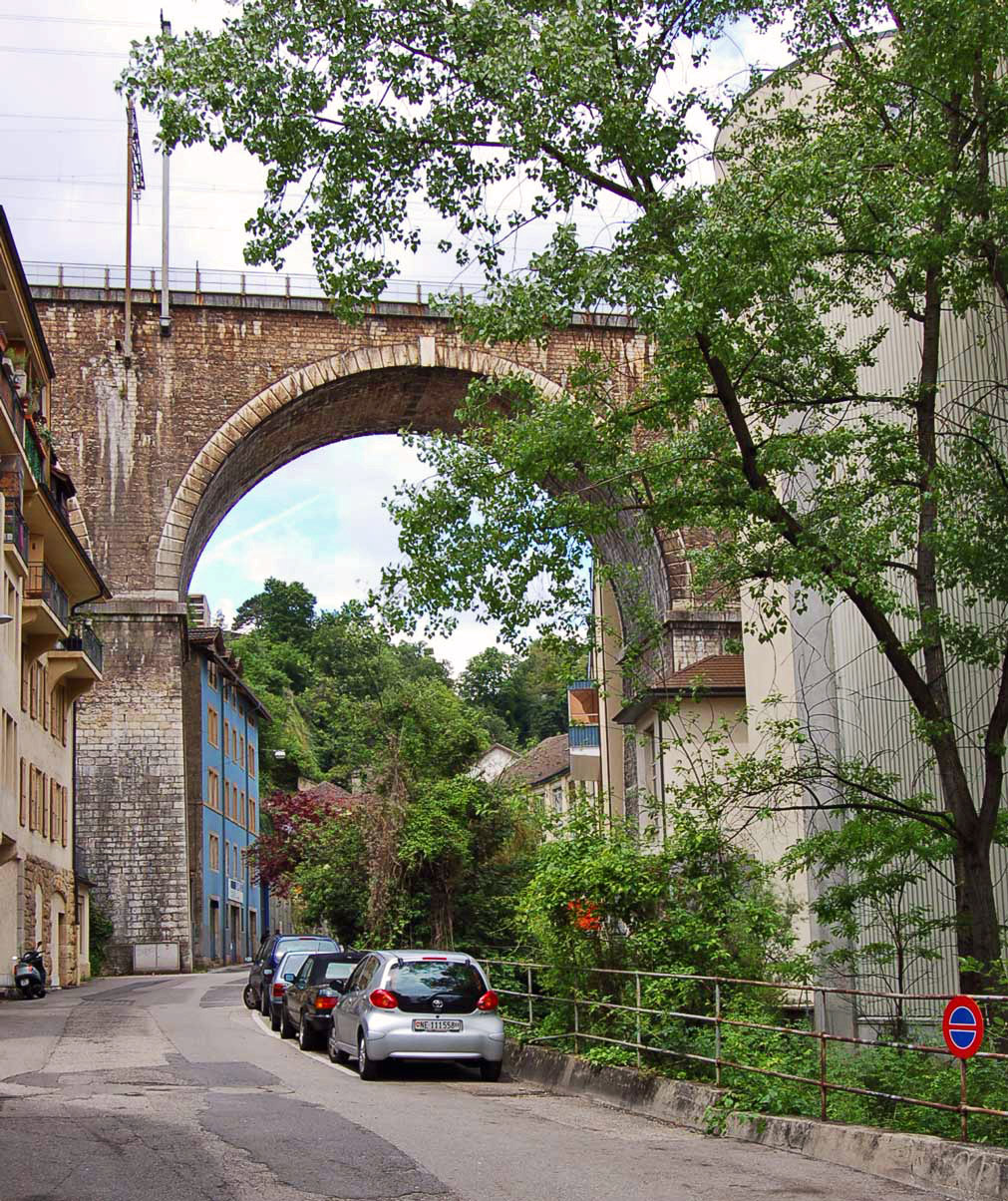
Le viaduc du chemin de fer, en haut de la rue des Usines.
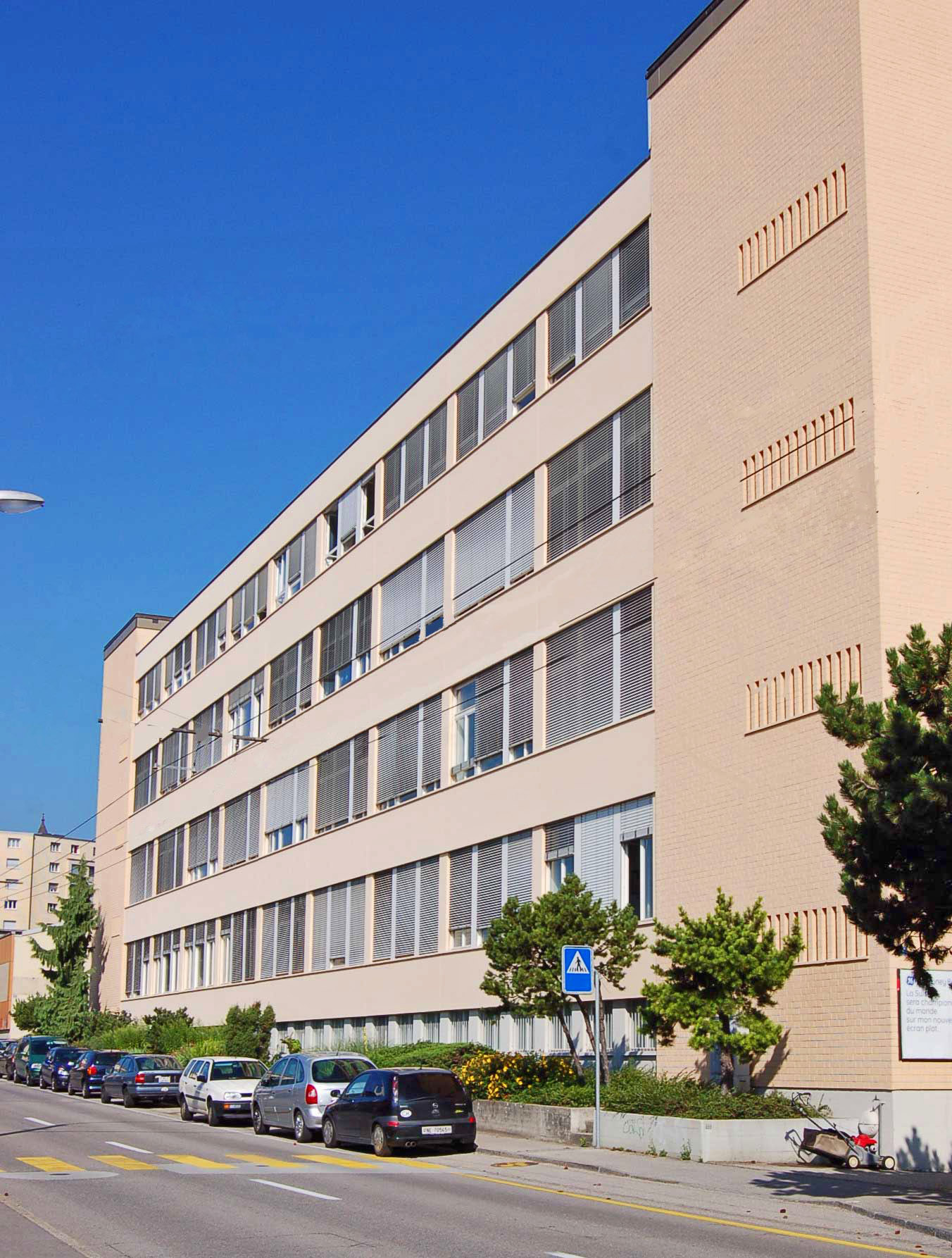
Anciens bureaux de Suchard, rue Tivoli.
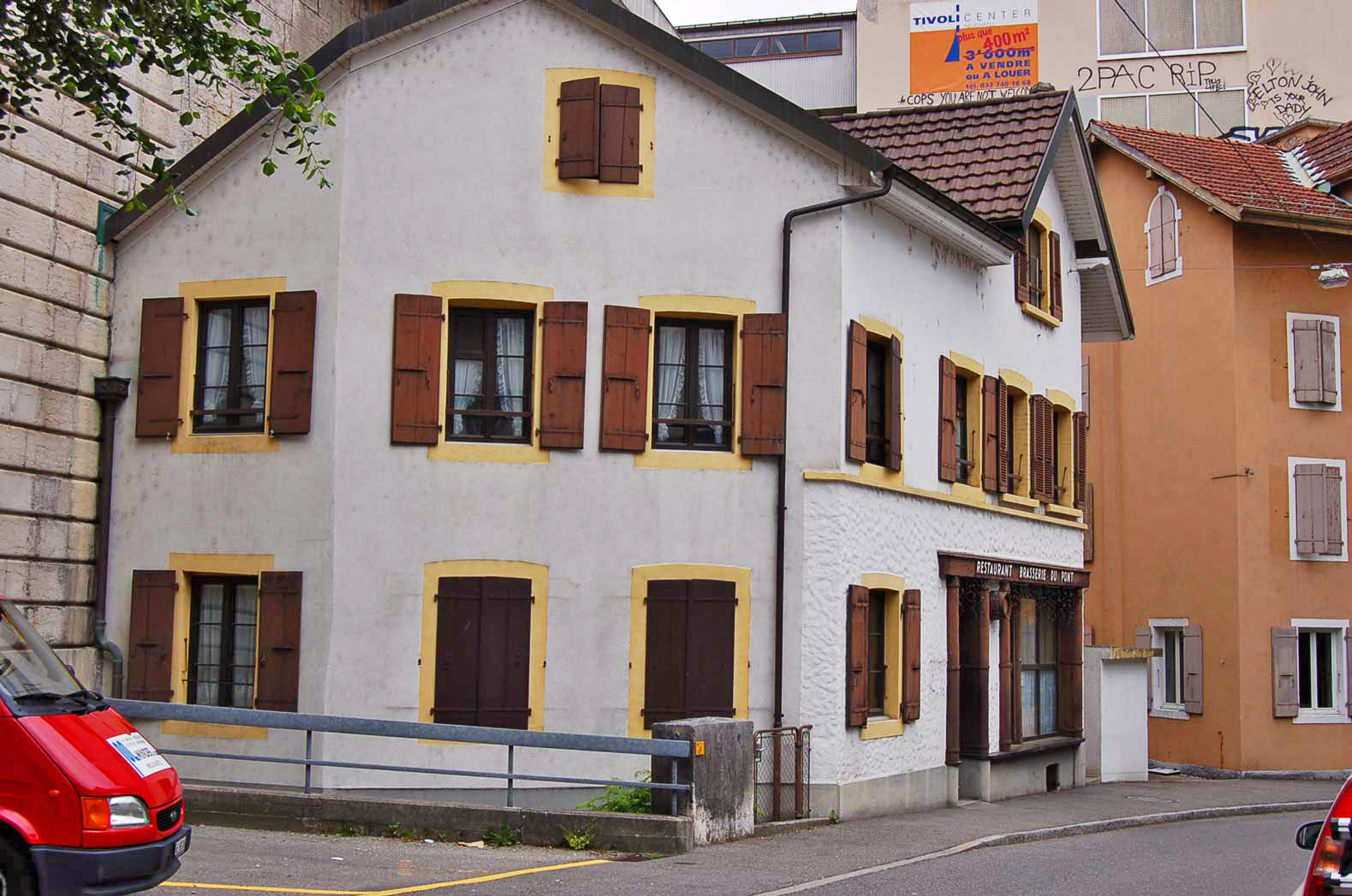
Le Café du Pont, rue Erhard-Borel.